# Sigrid
Sigrid  è un nome proprio di persona scandinavo e finlandese femminile.

## Varianti
- Femminile: Sigfrid (Norvegese)[1]
- Diminutivi: Siri (lingue scandinave)[1], Siiri (finlandese)[1]

## Origine e diffusione
Deriva dal nome norreno Sigríðr, composto dagli elementi sigr, "vittoria", e fríðr, "bello", "chiaro". Il primo dei due elementi è presente anche in molti altri nomi, quali Signy, Sigfrido, Sigismondo, Sigrun e Sigurd, mentre il secondo si ritrova anche in Astrid, Ingrid e Guðríðr.
Il nome è molto simile, soprattutto la variante norvegese Sigfrid, al nome Sigfrido. Tuttavia, l'etimologia e il significato sono differenti, pertanto non vanno confusi.

## Onomastico
L'onomastico viene festeggiato l'8 agosto, in memoria di santa Sigrada, vedova, religiosa e madre dei santi Leodegario di Autun e Guerino.

## Persone

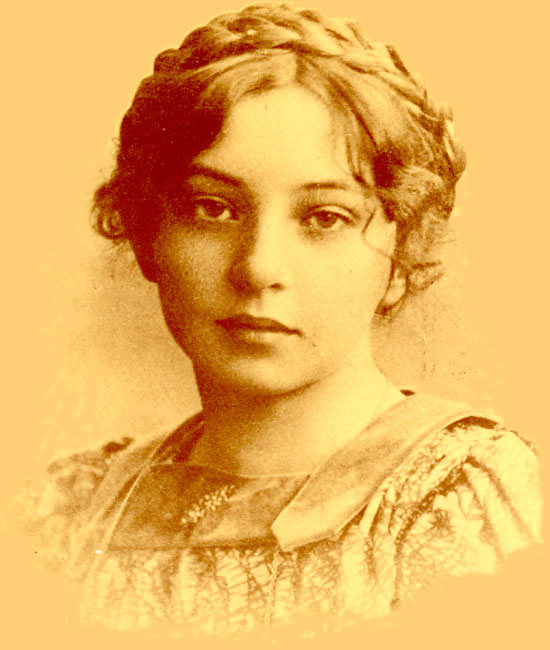
Sigrid Undset

- Sigrid di Svezia, principessa svedese
- Sigrid la Superba, principessa nordica
- Sigrid Agren, modella francese
- Sigrid Chatel, schermitrice tedesca naturalizzata canadese
- Sigrid Hjertén, pittrice svedese
- Sigrid Raabe, cantante norvegese
- Sigrid Undset, scrittrice norvegese
- Sigrid Wolf, sciatrice alpina austriaca

### Variante Siri

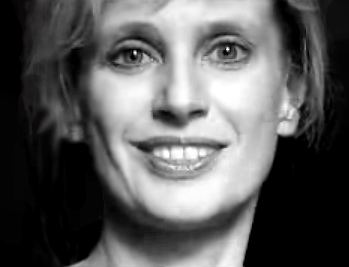
Siri Hustvedt

- Siri Hustvedt, scrittrice, poetessa e saggista statunitense
- Siri Lindley, triatleta statunitense